# Спортивная радиопеленгация

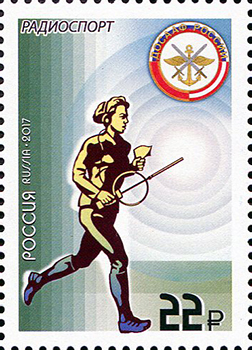
Почтовая марка России, 2017 год

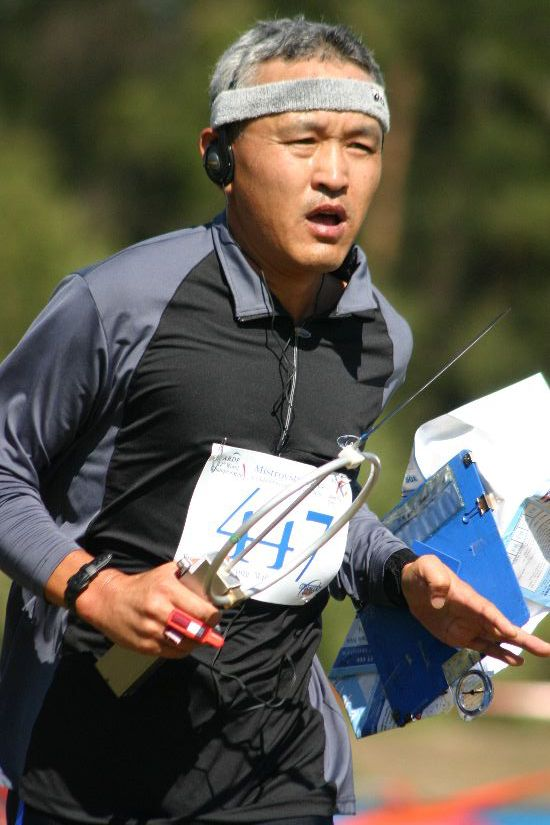
Корейский спортсмен с радиопеленгатором диапазона 3,5 МГц

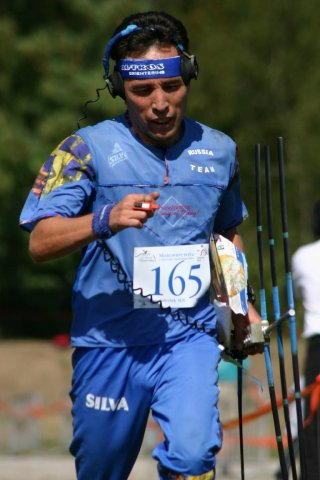
Бактыбек Шаршенов с радиопеленгатором диапазона 144 МГц

Спортивная радиопеленгация (СРП), также известная как охота на лис — группа спортивных дисциплин радиоспорта. Спортивная радиопеленгация представляет собой состязание между спортсменами в возрасте от 6 до 90 лет (по возрастным группам), которые с помощью карты местности (как правило, используется масштаб 1:15000), компаса и специального координатора, оснащенного антенной направленного действия, должны найти радиопередатчики («лисы»), работающие в радиолюбительских диапазонах частот 3,5 или 144 МГц и расположенных в лесу, на пересеченной местности. Цель состязания — найти заданное число «лис» (как правило, пять) за наименьшее время. Участие в соревнованиях по СРП требует физической, технической, тактической и умственной подготовки.
Спортивная радиопеленгация зародилась в Дании и Англии сразу после Второй мировой войны. За рубежом для СРП принята аббревиатура ARDF (англ. amateur radio direction finding — любительская радиопеленгация). Близкий вид спорта к «Охоте на лис» — radio-orienteering (радиоориентирование). В нём на карте обозначены радиозоны, в которых «лису» (радиопередатчик) слышно. В «охоте на лис» радиозоны не обозначены, а радиопередатчики слышно почти по всему лесу (территории соревнований).
Чемпионат мира 2010 года по СРП прошёл в сентябре в Хорватии, на одном из островов около города Дубровник. Острова имеют участки непроходимой растительности, на них расположено много исторических памятников I—X века нашей эры.

## О дисциплине
В настоящее время правила проведения международных соревнований устанавливаются Международным радиолюбительским союзом (International Amateur Radio Union, IARU). В СССР, как и других социалистических странах, данный вид спорта поддерживался на государственном уровне организациями ДОСААФ, входил в программы повышения обороноспособности страны, был популярен среди школьников и студентов. Снижение инвестиций в оборону привело к сокращению числа спортивных секций по «Охоте на лис», а отсутствие зрелищности этого вида соревнований для зрителей снижает шансы на его коммерческий успех. Сейчас наиболее известными международными событиями являются чемпионаты, проводимые IARU. Лидерами считаются такие страны, как Чехия, Россия, Япония, Украина, Казахстан, Германия, Венгрия, Англия, Китай и другие.
Официальные чемпионаты мира проводятся раз в два года, чередуясь с чемпионатами континентов (регионов IARU).
Начиная с 2001 года ежегодно проводится первенство Европы среди юношей до 15 лет.
В настоящее время развитие спортивной радиопеленгации, как и других направлений радиоспорта, осуществляется под патронажем Союза радиолюбителей России (СРР), который официально аккредитован государством в качестве общероссийской федерации радиоспорта. Непосредственно спортивной радиопеленгацией занимается Комитет по СРП при Президиуме СРР под председательством заслуженного мастера спорта России, заслуженного тренера А.Ф. Куликова.
В России проводятся чемпионат, кубок и первенство России, ряд всероссийских соревнований, чемпионаты, кубки и первенства федеральных округов.

## О соревнованиях
За возможно меньшее время (обычно ограниченное 120 минутами) спортсмену, используя специализированный радиоприёмник-радиопеленгатор, предназначенный для определения направления на источник радиосигнала (радиопеленгации), предлагается найти на труднопроходимой пересеченной местности, чаще всего в лесу, гористом или болотистом, заданное количество (обычно 5, 4 или 3) установленных в произвольных местах радиопередатчиков, которые и называются «лисами».
Каждый из передатчиков передает в эфир кодом Морзе свой позывной (moe, moi, mos, moh, mo5) по схеме: 1 минута передачи, 4 минуты молчания. Таким образом, в каждые 5 минут в эфир выходят последовательно 5 «лис». Позывные «лис» подобраны таким образом, чтобы их можно было различать без знания кода Морзе. Номеру «лисы» соответствует количество коротких посылок («точек») в конце передаваемого позывного сигнала.
После старта спортсмен пеленгует источники сигналов, прогнозирует их местоположение, выбирает оптимальный маршрут и последовательность прохождения всех обязательных контрольных пунктов, находит и отмечается на них. Соревнования состоят из упражнений, различаемых по длине волны (частоте) передаваемого сигнала.
Исторически в спортивной радиопеленгации использовались следующие диапазоны частот:
- 2 м — 144—146 МГц,
- 10 м — 28—29 МГц.(В настоящее время соревнований и тренировок по этой дисциплине нет)
- 80 м — 3,5—3,65 МГц.

Кроме того, в прежние годы «лисы» работали не только радиотелеграфом, но и радиотелефоном (голосом).
В настоящее время соревнований на 10-метровом диапазоне не проводится, а диапазон 80 м сузился до 3,5-3,6 МГц, как это принято за рубежом.
Длина дистанции от 5 до 10 км, в зависимости от пола и возраста участников.
- Мужчины от 20 до 39 лет и ветераны от 40 до 49 лет обнаруживают 5 радиопередатчиков.
- Юниоры и юниорки 16-19 лет — 4 передатчика (в последние годы юниорам на отборочных соревнованиях необходимо обнаруживать 5 «лис»).
- Юноши и девушки 14-15 лет — 3 передатчика.
- Младшие юноши и девушки 11-13 лет — 2 передатчика.
- Старшие ветераны обнаруживают по 4 или 3 передатчика.

Длина дистанции в спортивной радиопеленгации измеряется по кратчайшему расстоянию между контрольными пунктами — «лисами», по оптимальному порядку прохождения («варианту»). Скорость прохождения дистанции сопоставима с результатами легкоатлетов на дорожках стадионов. Побеждает нашедший все контрольные пункты за наименьшее время.
«Охота на лис» изначально возникла как военно-прикладной вид спорта, и всегда такой оставалась, поскольку здесь в игровой форме имитируется работа военных контрразведчиков: отыскать и обезвредить вражескую разведгруппу. На проводимых в СССР соревнованиях спортсмены-«лисоловы» часто кроме собственно поиска «лис» состязались и в других военно-прикладных дисциплинах: метание гранаты, стрельба.

## За рубежом
В Северной Америке «Охота на лис» называется «on-foot foxhunting» («пешая охота на лис»), так как там существует аналогичный вид технического спорта, но на автомобилях («mobile transmitter hunting», «mobile T-hunt»). Соревнования часто многодневны (проводятся в течение выходных), участники проезжают сотни километров.

## Фильмы
В 1980 году вышел фильм режиссёра Вадима Абдрашитова «Охота на лис».
В 2015 году вышел документальный фильм о спортивной радиопеленгации «„Охота на лис“, или Шахматы на бегу».